# هارولد برين
هارولد برين (بالإنجليزية: Harold Breen)‏ هو موظف مدني أسترالي، ولد في 30 أبريل 1893 في ريتشموند ‏ في أستراليا، وتوفي في 6 يوليو 1966 في Malvern, Victoria ‏ في أستراليا.